# تفسیر مشکاة
تفسیر مشکاة از جمله تفاسیر شیعی است که محمدعلی انصاری آن را به زبان فارسی تألیف کرده‌است.

## دلیل نامگذاری
مشکاة نامی است که بر پیشانی آیه نورِ سورهٔ نور قرار دارد و به دلیل تعلق خاطری که مفسر به این آیه و سورهٔ مذکور داشته‌است این نام را برگزیده‌است.

## مشخصات اثر
تا به حال ١٦ جلد از این تفسیر به چاپ رسیده‌است و به گفته محمدعلی انصاری در طی ۱۵ سال تا ۴۰ جلد از این تفسیر به رشته تحریر در خواهد آمد.

### جلد یکم
جلد یکم تفسیر مشکاة شامل دو بخش است که بخش یکم آن مقدمه ایست تحت عنوان «درآمدی بر تفسیر قرآن کریم» و بخش دوم آن به تفسیر سورهٔ حمد اختصاص دارد.
| شماره جلد | سوره          | آیات                                |
| --------- | ------------- | ----------------------------------- |
| یک        | حمد           | ١ تا ٧                              |
| دو        | بقره آیات     | ۱ تا ۴۶                             |
| سه        | بقره          | ۴۷ تا ۱۰۴                           |
| چهار      | بقره          | ۱۰۵ تا ۱۷٣                          |
| پنج       | بقره          | ۱۷۴ تا ۲۳۲                          |
| شش        | بقره          | ۲۳۳ تا ۲۸۶                          |
| هفت       | آل عمران      | ۱ تا ۶۸                             |
| هشت       | آل عمران      | ٦٩ تا ١٦٤                           |
| نه        | آل عمران-نساء | ١٦٥ تا ٢٠٠ آلی عمران - ١ تا ٣٣ نساء |
| ده        | نساء          | ٣٤ تا ١٠٠                           |
| یازده     | نساء-مائده    | ١٠١ تا ١٧٦ نساء - ١ تا ٢ مائده      |
| دوازده    | مائده         | ٣ تا ٦٩                             |
| سیزده     | مائده-انعام   | ٧٠ تا ١٢٠ - ١ تا ٧٣                 |
| چهارده    | انعام-اعراف   | ٧٤ تا ١٦٥ انعام - ١ تا ٢٥ اعراف     |
| پانزده    | اعراف         | ٣٦ تا ۱٣٦                           |
| شانزده    | اعراف         | ۱٣٧ تا ۲٠۶                          |
| هفده      | انقال-توبه    | ۱ تا ٧٥ انفال - ۱ تا ۲۲ توبه        |
| هجده      | توبه          | ۲٣ تا ۸٩ توبه                       |